# Bekonang
Bekonang is een bestuurslaag in het regentschap Sukoharjo van de provincie Midden-Java, Indonesië. Bekonang telt 5354 inwoners (volkstelling 2010).